# At-Tschapar
At-Tschapar (persisch آق چپر‎, Āq Chapar; وادی آق چپر‎, Wādī-ye Āq Chapar, „Aq-Chapar-Tal“) ist eine archäologische Ausgrabungsstätte im Norden von Afghanistan in der Provinz Faryab.
Bei At-Tschapar wurde in der Mitte des ersten Jahrtausends v. Chr. eine Rundanlage mit einem Durchmesser von etwa 100 Meter errichtet. Das Innere der Anlage war vollkommen unbebaut. Eine äußere Mauer hatte einen inneren Korridor und an der Außenseite eine Reihe von halbrunden Türmen, die vom Korridor über Türen zugänglich waren. Entlang der ganzen Außenfassaden befanden sich Schießscharten. Vom Korridor aus gab es auch Durchgänge in den großen, unbebauten Innenhof. Bei den Ausgrabungen fand sich so gut wie keine Keramik, nur in einem Turm ein Topf aus der Achämenidenzeit. Die Funktion der Anlage ist unklar. Es mag sich um eine Festungsanlage oder ein Heiligtum gehandelt haben, oder aber der Bau mag nie fertiggestellt worden sein.